# Ну и молодёжь!
«Ну и молодёжь!» — советский фильм 1969 года снятый на киностудии «Грузия-фильм» режиссёром Резо Чхеидзе

## Сюжет
История друзей выпускного класса тбилисской школы. Июнь 1941 года. Юные выпускники планируют свою будущую жизнь, не зная, что уже началась война. Ребята уходят на фронт. Из шести друзей только один уцелеет и напишет имена погибших друзей на стене Рейхстага.

И самые робкие, незаметные, награжденные однокашниками смешными и забавными прозвищами, самые «заурядные» явили образцы исполнения воинского долга, стойкости, бесстрашия в защите Родины. Вот они какими оказались, эти простые, ничем не приметные школьники…— журнал «Экран», 1970

## В ролях
- Лейла Кипиани — Натела
- Каха Коридзе — Темур
- Гоча Ломия — Зураб-«редиска»
- Тамаз Толорая — Леван
- Михо Борашвили — Баадур
- Нугзар Багратиони — «Умник»
- Теймураз Баблуани — Малхаз
- Бидзина Чхеидзе — «Бетховен»
- Зураб Капианидзе — Шалико, артиллерист
- Виктор Панченко — Володя
- Виктор Мизин — Борис Бондаренко, лейтенант, командир взвода, до войны — учитель из Киева
- Тамара Твалиашвили — бабушка
- Шалва Геджадзе — дедушка
- Григол Костава — священник
- Вахтанг Нинуа — учитель
- Шалва Херхеулидзе — дядя Михо
- Нино Ахаладзе — Нинико
- Ирина Шевчук — медсестра
- Валентина Николаенко — медсестра
- Герман Качин — солдат
- Юрий Мажуга — солдат
- Иван Матвеев — солдат
- Мавр Пясецкий — эпизод
- Ипполит Хвичия — эпизод
- и другие

## Критика
Как отмечала критика, этот фильм «с ироничным названием „Ну и молодежь!“» грузинских кинематографистов стоит в одном ряду с таким шедевром как «Отец солдата» того же режиссёра:

С удивительным мужественным целомудрием и строгостью ведет режиссёр этот трагический рассказ, нигде не переходя грань, не соскальзывая на мелодраму. С подкупающей простотой и искренностью ведут свои роли молодые актеры. В картине всё — правда. И больше чем правда, за ней — обобщённый образ времени и человека, воина, для которого героизм — нравственная норма.— журнал «Экран», 1970

## Награды
- 1970 — V-й Всесоюзный кинофестиваль — приз за лучший сценарий С. Жгенти (вместе с фильмом «Свет в наших окнах»).
- 1973 — Премия Ленинского Комсомола Грузинской ССР режиссёру Р. Чхеидзе за создание фильмов «Отец солдата» и «Ну и молодежь!».